# Amber (artiest)
Amber (Ubbergen, 9 mei 1970) is een Nederlands zangeres. Amber is de artiestennaam van Marie-Claire Cremers. Ze groeide op in Duitsland, als dochter van een operazanger. Ze heeft een zoon en is gescheiden.
Ze zingt sinds 1992, waarbij de langste tijd bij het label Tommy Boy Music. In 1996 heeft ze haar eerste hit, This Is Your Night. In 1999 was haar grootste succes, Sexual (Li Da Di), die nog regelmatig op MTV te horen is als achtergrondmuziek. In 2004 begon ze haar eigen platenlabel JMCA Enterprises, en bracht ze haar eigen solo-plaat My Kind Of World in eigen beheer uit.

## Discografie
- 1996: Colour of Love
- 1996: This is Your Night
- 1999: Amber
- 2000: Remixed
- 2002: Naked
- 2004: My Kind of World